# Cogliate
Cogliate (phương ngữ Milano: San Dalmazi) là một đô thị ở tỉnh Monza và Brianza, vùng Lombardia của Italia, khoảng20 km về phía tây bắc của Milano. 
Năm 2009, Cogliate thuộc tỉnh mới tỉnh Monza và Brianza.
Tại thời điểm ngày 31 tháng 12 năm 2004, đô thị này có dân số 7.835 người và diện tích là 6,9 km².
Cogliate giáp các đô thị sau:Lentate sul Seveso, Rovello Porro, Misinto, Barlassina, Seveso, Saronno, Cesano Maderno, Ceriano Laghetto.